# Gebüsch-Ohrwurm

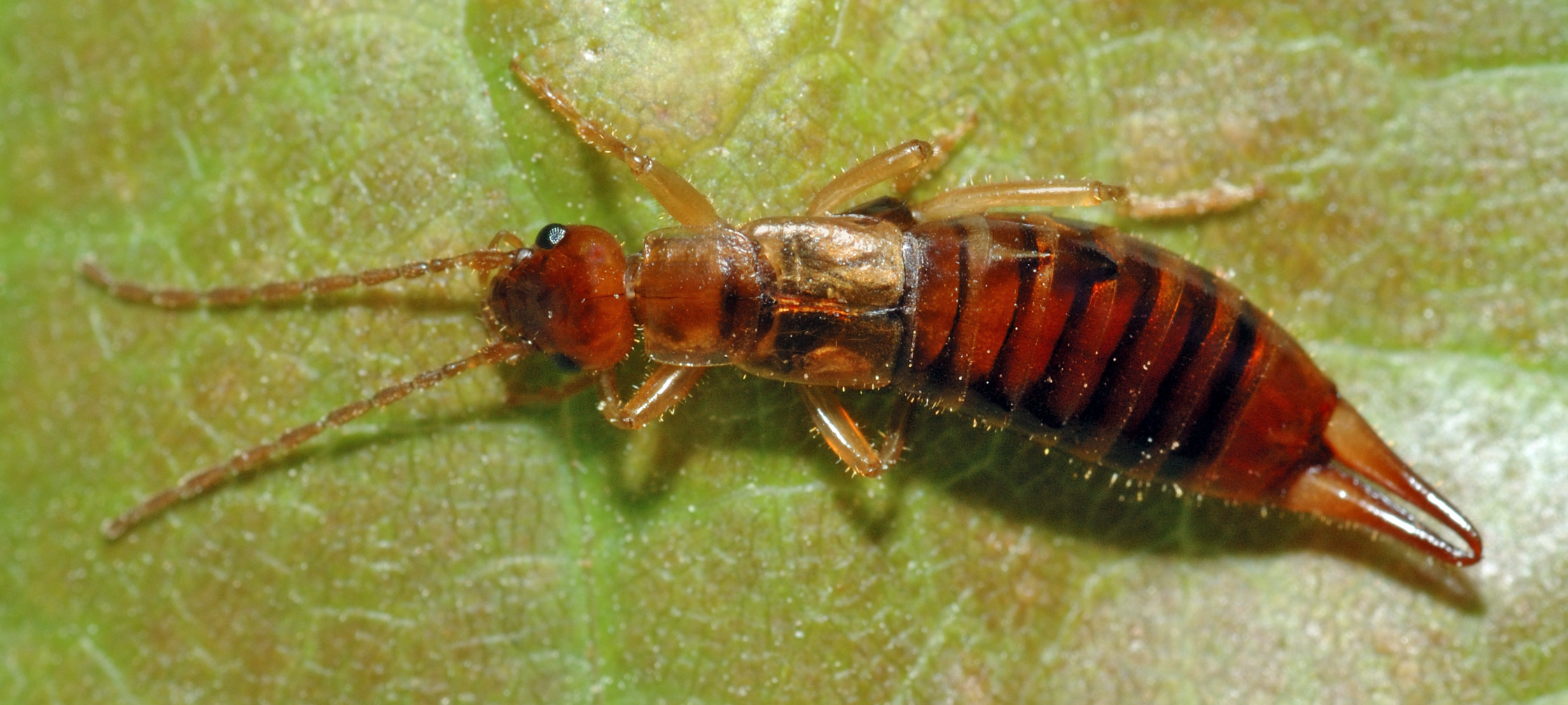
Gebüsch-Ohrwurm, Weibchen

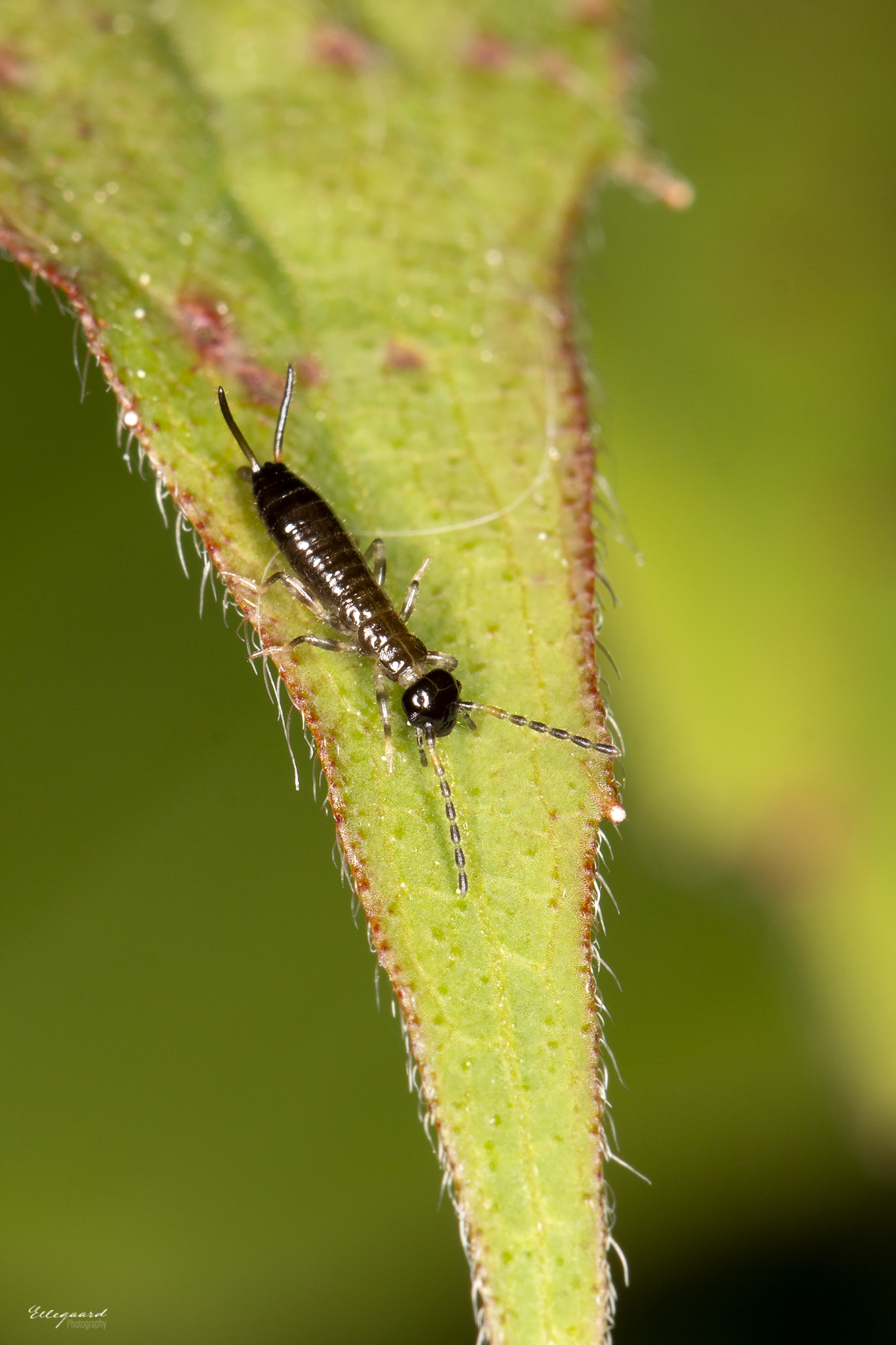
L1-Nymphe von A. albipennis. Charakteristische Merkmale sind der schwarze Kopf, die hellen kopfnahen Antennensegmente, die starke Behaarung des Körpers und vor allem der Außenseiten der Zangen sowie die beiden beidseitigen, dunklen Längsbinden auf dem Abdomen.

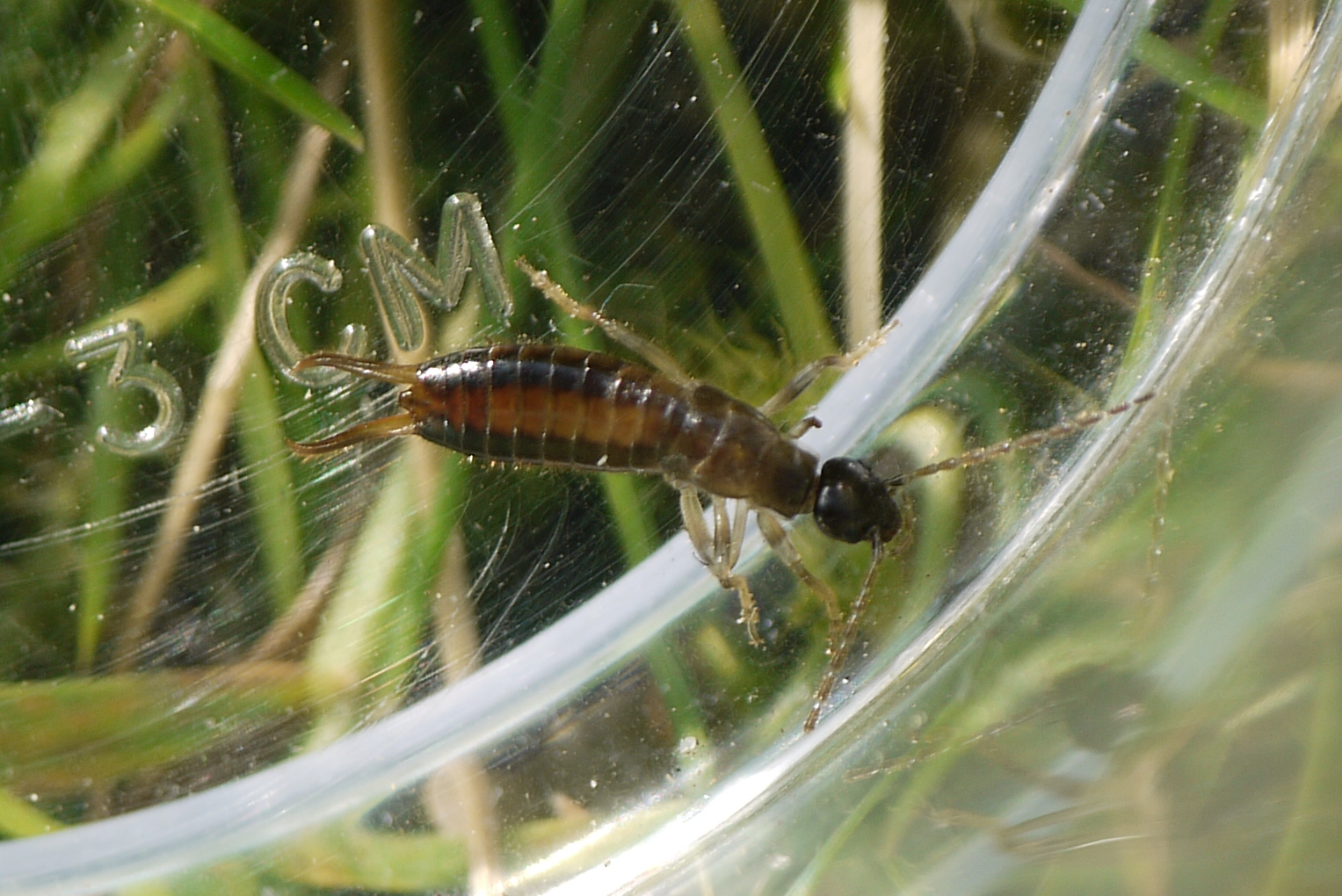
L4-Nymphe

Der Gebüsch-Ohrwurm (auch: Gebüschohrwurm) ist eine Art der zu den Insekten gehörenden Ohrwürmer und ist im Großteil Europas verbreitet. Er erreicht Körperlängen von 9–14 mm. Sein wissenschaftlicher Name ist umstritten, neben Apterygida albipennis wird oft auch der synonyme Name Apterygida media (Hagenbach, 1822) verwendet. Er ist in Mitteleuropa häufig und weit verbreitet.

## Merkmale
Der Gebüsch-Ohrwurm wird inklusive Zangen 9–13 mm lang. Nach manchen Angaben wird er auch bis zu 14 mm lang. Der Körper ist meist hell gelbbraun bis rotbraun gefärbt, oft an den Seiten des Hinterleibs etwas dunkler rotbraun. Die Beine, die Flügeldecken und die Seiten des Pronotum sind gelb gefärbt. Der ganze Körper, unter Einschluss der Zangen, ist kurz weichhaarig behaart; daran sind auch die Weibchen von vielen kurzflügeligen Arten der sonst sehr ähnlichen Gattung Forficula zu unterscheiden. Die Antennen bestehen aus 12 Gliedern. Der Kopf ist verhältnismäßig groß, hinten abgerundet, die Augen kürzer als der Kopf hinter ihnen. Das Pronotum ist etwa quadratisch bis schwach quer (also etwas breiter als lang), seine Seitenränder mehr oder weniger gerade, hinten abgerundet. Die zu Flügeldecken umgebildeten Vorderflügel sind rechteckig, hinten geradlinig abgestutzt, ihr Innenrand stößt auf ganzer Länge aneinander, sie sind aber nicht miteinander verwachsen. Hinterflügel fehlen, es ragt also nie deren Spitze als kleiner heller Zipfel oder Schuppe darunter nach hinten hervor (wie etwa beim Kleinen Ohrwurm oder beim Sandohrwurm). Der Hinterleib ist walzenförmig, in der Mitte schwach erweitert.
Die Zangen (Forceps) am Hinterende des Hinterleibs sind zwischen den Geschlechtern verschieden ausgebildet. Beim Männchen sind sie schlank und zylindrisch, an der Basis weit voneinander getrennt, diese Basis nicht erweitert (Gattungsmerkmal). An der Innenseite sitzen zwei Paar kleine Zähne oder Tuberkel, eines nahe der Basis, ein zweites etwa in der Mitte. Beim Weibchen sind die Zangen gerade, breiter und etwas abgeflacht, ihr Innenrand zusammenstoßend, nur an der Spitze leicht nach innen gebogen. Das bei den Männchen zwischen den Zangen liegende Pygidium ist groß, abgeflacht, die Seitenränder konkav gebogen, der Hinterrand gerade oder schwach konkav. An seiner Form und derjenigen der Zangen ist die Art von den beiden anderen Gattungsvertretern unterscheidbar, die aber beide in ganz Europa nicht vorkommen.
Nymphen
Auch die Nymphen der Art können erkannt und von anderen häufigen Arten unterschieden werden. Sie besitzen weniger als 12 Fühlerglieder, der Unterrand der Komplexaugen ist gerade oder schwach konkav gebogen (nicht schwach konvex nach innen gebogen wie beim Gemeinen Ohrwurm Forficula auricularia). Die Postfrontalnaht am Kopf (die zwischen den Augen verlaufende Quernaht) ist dort, wo sie auf die nach hinten verlaufende Coronalnaht trifft, nach hinten gebogen, so dass ein v-förmiger spitzer Winkel gebildet wird. Der Gebüsch-Ohrwurm entwickelt sich über vier Nymphenstadien zur Imago. Auch die Nymphen sind lang und dicht behaart. Ihre Zangen sind innen fast glatt und außen deutlich behaart. Auffallend ist der dunkel gefärbte, glänzende Kopf.
L1-Nymphen werden 4–5,1 mm lang, besitzen 8 Antennenglieder, das 1. bis 3. Antennenglied sind hell und die Zangen parallel. L2-Nymphen werden 5,2–6,5 mm lang, besitzen 10 Antennenglieder, die Zange ist rundlich und das Pygidium rundlich. L3-Nymphen werden 6,1–8,5 mm lang, besitzen ebenfalls 10 Antennenglieder und das Pygidium besitzt deutliche Ecken. L4-Nymphen werden 7,4–12,5 mm lang, besitzen 11 Antennenglieder und haben ein ausgebuchtetes Mesonotum sowie geschlechtsspezifische Zangen.

## Ähnliche Arten
Der Gebüschohrwurm wird häufig mit anderen Arten verwechselt. Von Forficula auricularia unterscheidet sich die Art durch die fehlenden Hinterflügel, die sehr unterschiedlich geformten männlichen Zangen, die stärkere Behaarung, die meist hellere Färbung und die Nymphenstadien. Von Chelidurella acanthopygia unterscheidet sie sich durch die vorhandenen voll entwickelten Elytren und die Form der männlichen Zangen.
Besonders ähnlich sind Arten der Gattung Guanchia. Von Guanchia pubescens lassen sich fast nur die Männchen unterscheiden, deren Zangen eine unterschiedliche Form aufweisen, die Weibchen sind kaum zu unterscheiden. Gleiches gilt auch für die Art Forficula lesnei, die größere Ähnlichkeiten mit Guanchia als mit den übrigen Forficula aufweist. Von den anderen Forficula-Arten, wie Forficula decipiens, lassen sich Weibchen von A. albipennis durch die starke Behaarung mit Setae und die schmaleren Zangen unterscheiden. Im Südosten Europas sind Verwechslungen mit Forficula aetolica und Guanchia hincksi möglich.

## Verbreitung
Aufgrund von Verwechslungen mit zahlreichen anderen Arten (vor allem Guanchia-Arten), wurde das Verbreitungsgebiet nach historischen Angaben weiter gefasst, als es nach heutigem Stand ist. Das Verbreitungsgebiet umfasst einen Großteil Europas. Von Frankreich im Westen und Südengland im Nordwesten zieht es sich dabei über Mitteleuropa bis nach Russland (östlich etwa bis Moskau) im Nordosten, die Ukraine im Osten und Bulgarien im Südosten. Im Norden kommt die Art bis in den Süden Norwegens, Schwedens und Finnlands vor, im Süden werden Südfrankreich, Korsika, Italien (bis in die Nordapenninen) und Bulgarien, eventuell auch Griechenland erreicht. Die beiden Verbreitungsschwerpunkte der Art liegen in Dänemark und am Südostrand der Alpen.
Nach Literaturangaben gibt es auch einzelne Nachweise für die Insel Zypern, Israel und die Türkei (Einzelfund in Düzce am Schwarzen Meer). In Großbritannien liegen fast alle Nachweise im Südosten, östlich von London. In Italien kommt die Art nach Literaturangaben südlich bis Apulien und Kalabrien vor, wurde südlich der Po-Ebene aber nur in den Apenninen gefunden.
Der Gebüschohrwurm ist in Deutschland nicht gefährdet und in den meisten Landesteilen häufig.

## Lebensraum
Der Gebüsch-Ohrwurm lebt in Gehölzen, in Hecken und Strauchwerk, immer in teilweise beschatteten Lebensräumen. In Deutschland werden warme, bodenfeuchte Habitate besonders bevorzugt, neben Gehölzen auch Brennnessel- und Brombeerdickichte, in Wälder dringt er offenbar nur randlich ein. Menschliche Siedlungen werden zumindest randlich gelegentlich mit besiedelt. In Sachsen kommt die Art vor allem in den Flussauen vor und fehlt in den höheren Mittelgebirgen. Auch in anderen Mittelgebirgen oder den Alpen kommt die Art zwar vor, bleibt aber meist unter 800 m. Dennoch bevorzugt die Art in Mitteleuropa entweder Mittelgebirge und die Alpenränder oder die Tiefebenen Richtung Nord- und Ostsee. In den Wärmegebieten ist sie eher seltener zu finden. Die Art ist auch ein typischer Auenwaldbewohner und bevorzugt hier flussnahe Bereiche, kleinräumlich vor allem Brennnesselfelder, über dem Fluss hängende Weiden oder dichten Hopfenbewuchs an Bäumen.

## Lebensweise
Phänologie
Die Art überwintert als Imago im Boden und unter Falllaub. Vom späteren Frühling an leben sie auf Gebüsch, auf Bäumen und Sträuchern, gern auf Weiden und Erlen längs von Fließgewässern, zuweilen auch auf Blüten und Stauden. Das Weibchen legt seine Eier ab April bis Mai in eine selbst gegrabene Erdhöhle, oft unter Totholz, und bewacht diese und die jungen Nymphen (Brutpflege). Es werden jeweils etwa 10 bis 30 hellgelbe Eier abgelegt. Die Nymphen entwickeln sich bis Juli oder August zu neuen Imagines. Dabei finden sich im Mai zumeist L1-Nymphen und im August L4-Nymphen. Männchen und Weibchen paaren sich im August, gelegentlich auch erst im Frühjahr des Folgejahrs. Die Paarung dauert bis zu sechs Stunden lang. Im Frühjahr werden die überwinterten Männchen vor den Weibchen aktiv. Die meisten Beobachtungen der Art gelingen zwischen April und November, vor allem von Juni bis Oktober.
Ernährung
Der Gebüsch-Ohrwurm ernährt sich beispielsweise von Blattläusen und deren Ausscheidungen (Honigtau), er ist, soweit bekannt, ein unspezifischer Räuber kleiner Arthropoden. Möglicherweise nimmt er auch Pollen und pflanzliche Nahrung auf.

## Taxonomie und Systematik
Die Art wurde zuerst von dem Schweizer Entomologen Jacob Johann Hagenbach als Forficula media erstbeschrieben. Er übersah dabei, dass der Name durch die bereits 1802 beschriebene Forficula media Marsham (heute ein Synonym von Forficula auricularia Linnaeus, 1758) präokkupiert war. Charpentier ersetzte daraufhin 1825 den Namen durch Forficula albipennis, erstbeschrieben von Johann Carl Megerle von Mühlfeld im selben Jahr. Spätere Autoren betrachteten diesen Namen überwiegend als jüngeres Synonym von Hagenbachs Namen, obwohl der Ersatz unter den Regeln der Internationalen Regeln für die Zoologische Nomenklatur wohl gültig ist. Es handelt sich wohl auch nicht um einen vergessenen Namen (nomen oblitum), da einige Taxonomen ihn auch später als gültigen Namen verwendet haben. Heute wird Megerles Name albipennis für gültig angesehen, in der Fachliteratur, insbesondere auch in Deutschland, wird die Art aber noch häufig als Aperygida media angegeben.
Die Gattung Apterygida wurde 1840 durch den englischen Entomologen John Obadiah Westwood erstbeschrieben. Typusart ist Forficula pedestris Borelli, 1832, heute als Synonym von Apterygida albipennis aufgefasst. Die Art wurde durch Gotthelf Fischer von Waldheim in die Gattung transferiert, in der sie seither fast unangefochten verblieben ist. Die Gattung Apterygida umfasst nur drei Arten. Neben Apterygida albipennis sind zwei andere, wenig bekannte Arten bis heute ausschließlich auf der Insel Taiwan gefunden worden. Der Gebüschohrwurm ist die einzige europäische Art.
Phylogenetische Untersuchungen der mitochondrialen DNA legen Nahe, dass Apterygida albipennis nahe mit europäischen Guanchia-Arten verwandt ist und die europäischen Arten der drei Gattungen Forficula, Guanchia und Apterygida in ihrer aktuellen Form nicht korrekt aufgeteilt sind. Die Verwandtschaft zu Guanchia pubescens ist auch morphologisch in der Gestalt der Nymphen erkennbar.
Synonyme
Es existieren zahlreiche Synonyme der Art. Dazu zählen:
- Apterygida albipennis (Charpentier, 1825)
- Apterygida albipennis (von Mühlfeld, 1825)
- Apterygida albipennis subsp. edentula
- Apterygida albipennis subsp. waltheri
- Apterygida media (Hagenbach, 1822)
- Apterygida pedestris Westwood, 1840
- Chelidura albipennis (von Mühlfeld, 1825)
- Chelidura curta Fischer, 1846
- Chelidura media
- Forficula albipennis von Mühlfeld, 1825
- Forficula albipennis von Mühlfeld, 1825
- Forficula curta Fischer von Waldheim, 1846
- Forficula freyi Dohrn, 1859
- Forficula media Hagenbach, 1822
- Forficula media Hagenbach, 1822
- Forficula pedestris Bonelli, 1832
- Sphingolabis albipennis (von Mühlfeld, 1825)
- Sphingolabis media